# RFK
RFK is een Amerikaanse televisiefilm uit 2002, geregisseerd door Robert Dornhelm. De hoofdrollen worden vertolkt door Linus Roache, James Cromwell en Dick Goodwin.

## Verhaal
November, 1963. Robert Kennedy staat zijn broer John Kennedy terzijde, tijdens een aantal cruciale gebeurtenissen in diens presidentschap. Eind november vertrekt Robert Kennedy naar zijn huis, waar hij zich bij zijn vrouw en kinderen schaart.  Als John F. Kennedy vermoord wordt, is Robert F. Kennedy diep geschokt. Maar na de dood van zijn broer stelt Robert zich verkiesbaar voor een zetel in het congres. In 1968 stelt Robert Kennedy zich eindelijk verkiesbaar voor het presidentschap, totdat hij in een hotelkeuken om het leven wordt gebracht.

## Rolbezetting
| Acteur              | Personage             |
| ------------------- | --------------------- |
| Linus Roache        | Robert F. Kennedy     |
| James Cromwell      | Lyndon Johnson        |
| Dick Goodwin        | Dick Goodwin          |
| Martin Donovan      | John F. Kennedy       |
| Ving Rhames         | Thomas R. Jones       |
| Kevin Hare          | Edward "Ted" Kennedy  |
| Sean Sullivan       | Stephen Edward Smith  |
| Sergio Di Zio       | Adam Walinsky         |
| Marnie McPhail      | Ethel Kennedy         |
| Jacob Vargas        | Cesar Chavez          |
| Rodger Barton       | Sheriff               |
| Corinne Conley      | Rose Kennedy          |
| Phil Craig          | John A. McCone        |
| Jordan Fennell      | Jordan                |
| Neil Foster         | Burgemeester          |
| David Gardner       | Joseph P. Kennedy     |
| Judith Goodwin      | Evelyn Lincoln        |
| Nigel Hamer         | Stand-up Verslaggever |
| Jonathan Higgins    | Peter Edelman         |
| David Huband        | Verslaggever #1       |
| Bill Lake           | Mr. Murphy            |
| Colm Magner         | Verslaggever #2       |
| Dwight McFee        | Schilder              |
| Michael Rhoades     | Verslaggever #3       |
| Kim Roberts         | Joshua's Moeder       |
| Sheila Shotton      | Logopedist            |
| Fernando Valladares | Priester              |
| Joshua Watkis       | Joshua                |
| Timm Zemanek        | Dr. Coles             |